# Thijs de Ridder
Thijs de Ridder (Brasschaat; 31 de enero de 2003) es un jugador de baloncesto belga que actualmente pertenece a la plantilla del Bilbao Basket de la Liga ACB. Con 2,03 metros de altura juega en la posición de ala-pívot. Es internacional con la selección de baloncesto de Bélgica. 

## Trayectoria
De Ridder es un jugador formado en el Antwerp Giants con el que llegó a debutar en la Pro Basketball League y en Eurocup en la temporada 2020-21.
Más tarde, disputaría otras dos temporadas la BNXT League 2021-22 y la BNXT League 2022-23 con el Antwerp Giants. En la temporada 202-23, sería nombrado Mejor joven y mejor 6.º hombre de la Liga.
El 12 de julio de 2023, firma por el Bilbao Basket de la Liga ACB.

### Selección nacional
En 2021 debutó con la Selección de baloncesto de Bélgica con el que disputó dos encuentros de la fase de clasificación para el mundial.
En julio de 2023, disputa el Europeo Sub-20 con la selección de su país, competición en la que sería el jugador líder en puntos (19 por partido), rebotes (12 por partido) y valoración (27.3 por partido) de toda la fase de grupos.

## Logros y reconocimientos

### Clubes
Bilbao Basket
FIBA Europe Cup (1): 2025.